# Хорей-Вер
Хорей-Вер (ненец. Хорей-Вер, рос. Хорей-Вер) — селище у Заполярному районі Ненецького автономного округу Архангельської області Російської Федерації.
Населення становить 739 осіб (2010). Входить до складу муніципального утворення Хорей-Верська сільрада.

## Історія
Від 1929 року належить до Ненецького автономного округу, від 2005 — новоутвореного Заполярного району. Згідно із законом від 24 лютого 2005 року органом місцевого самоврядування є Хорей-Верська сільрада.

## Населення
| 2002 | 2010 |
| ---- | ---- |
| 842  | ↘739 |